# Centre de perfectionnement aux affaires
Pour les articles homonymes, voir CPA.
Le Centre de perfectionnement aux affaires de Paris (en abrégé CPA Paris) est un établissement d'enseignement supérieur technique privé français créé en 1929 par la chambre de commerce et d'industrie de Paris sous le nom de « Centre de préparation aux affaires ». Sa mission d'origine était de former de manière pragmatique des professionnels de la direction d'entreprise à partir de nouvelles méthodes d'enseignement, en particulier celles de l'université Harvard avec l'aide de Georges Doriot, un des premiers diplômés français.
En 1999, le Centre de perfectionnement aux affaires a été intégré au sein de l'École des hautes études commerciales de Paris et s'occupe depuis 2002 du programme « Executive MBA ». Le Centre de perfectionnement aux affaires a son siège à Paris mais propose ses programmes à Jouy-en-Josas.
Sur le modèle du Centre de perfectionnement aux affaires de Paris d'autres Centres de perfectionnement aux affaires ont été créés par des chambres de commerce et d'industrie d'autres régions de France (Lyon, Nice, Toulouse, Lille…). Depuis 2006, à l'EM Lyon et à Toulouse Business School (yc Casablanca), rejoints par CEPI Management pour la CCI Grand Lille en 2011, le CPA délivre un Advanced Management Programme (AMP), afin de continuer à promouvoir l'entraînement des dirigeants par des dirigeants en bénéficiant des supports académiques de Business Schools.
En 2002, EMBA HEC a obtenu l'accréditation de l'Association of MBAs.
Les Centres de perfectionnement aux affaires délivrent un diplôme visé par l'État et aux titulaires duquel l'État confère le grade de master.